# Quidproquo
Quidproquo, monotipski biljni rod iz porodice kupusovki smješten u podtribus Brassicinae, dio tribusa Brassiceae. Jedina je predstavnik jednogodišnja biljka Q. confusum, rijetka vrsta iz Izraela, Sirije i Libanona

## Sinonimi
- Raphanus confusus (Greuter & Burdet) Al-Shehbaz & Warwick
- Raphanus boissieri Al-Shehbaz